# 韋斯滕德 (紐約州)
韋斯滕德（英語：West End）是位於美國紐約州奧齊戈縣的普查規定居民點。

## 人口
根據2020年美國人口普查的數據，韋斯滕德的面積為9.66平方千米，當中陸地面積為9.46平方千米，而水域面積為0.19平方千米。當地共有人口1864人，而人口密度為每平方千米192.96人。